# All Access to All Things
All Access To All Things es un DVD de Mudvayne lanzado el 11 de noviembre de 2003, este contiene videos en vivo.

## Lista de canciones
1. Internal Primates Forever
2. -1
3. Silenced
4. Death Blooms
5. Mercy, Severity
6. Cradle
7. Nothing To Gein
8. World So Cold
9. Not Falling
10. Dig

- Datos: Q4728540